# Odawara

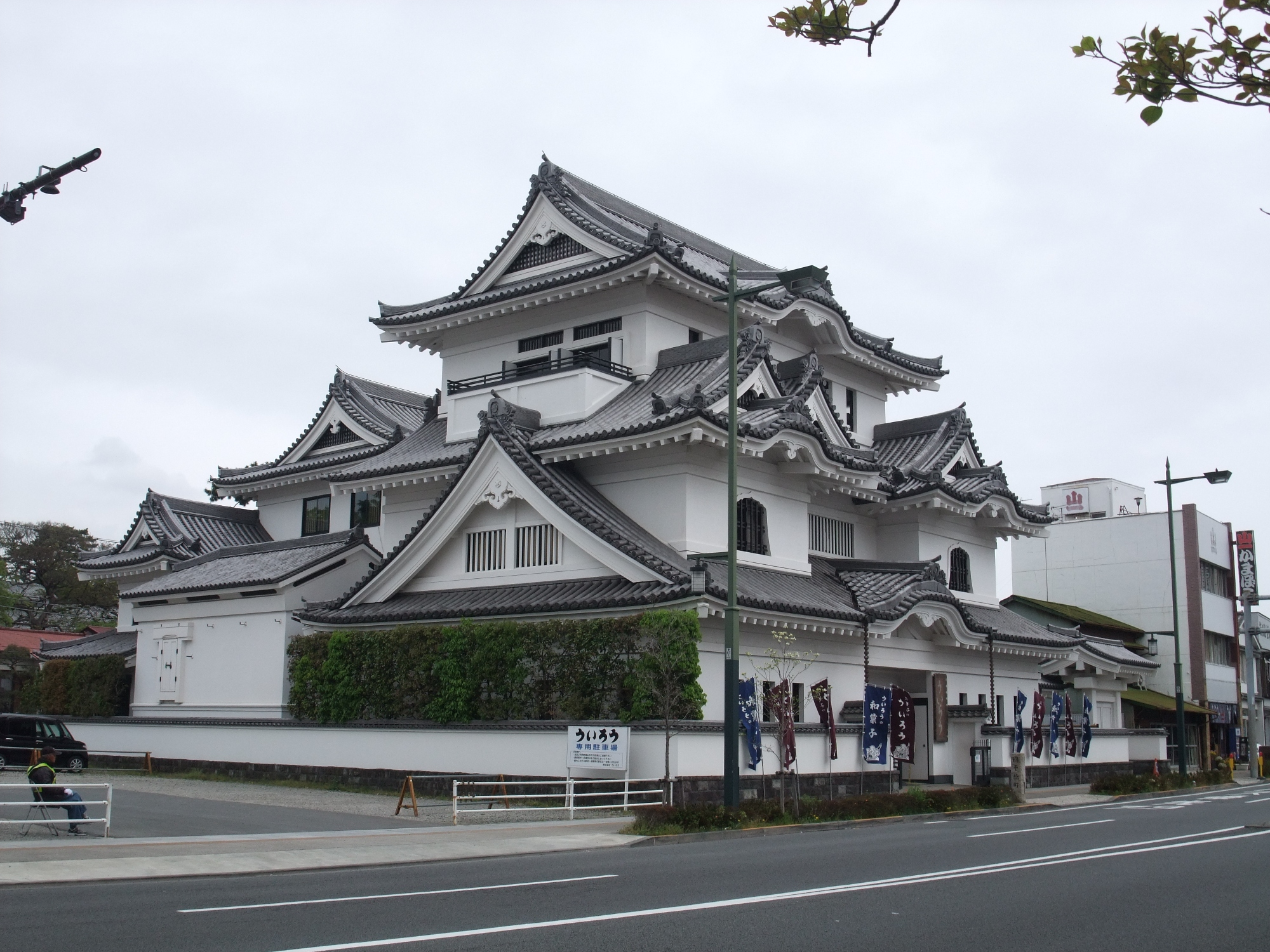
Clădire din Odawara

Odawara (小田原市 Odawara-shi?) este un municipiu din Japonia, prefectura Kanagawa.